# Pinggang (sockenhuvudort i Kina, Sichuan Sheng, lat 32,09, long 106,89)
Pinggang (kinesiska: 平岗) är en sockenhuvudort i Kina. Den ligger i provinsen Sichuan, i den sydvästra delen av landet, omkring 310 kilometer nordost om provinshuvudstaden Chengdu. Antalet invånare är 5 979. Befolkningen består av 2 991 kvinnor och 2 988 män. Barn under 15 år utgör 27,0 %, vuxna 15-64 år 61 %, och äldre över 65 år 11,0 %.
Runt Pinggang är det tätbefolkat, med 459 invånare per kvadratkilometer. Närmaste större samhälle är Xingma, 18,7 km norr om Pinggang. I omgivningarna runt Pinggang växer i huvudsak blandskog.
Genomsnittlig årsnederbörd är 1 375 millimeter. Den regnigaste månaden är juli, med i genomsnitt 309 mm nederbörd, och den torraste är december, med 3 mm nederbörd.